# Drabescus modestus
Drabescus modestus är en insektsart som beskrevs av Rauno E. Linnavuori 1960. Drabescus modestus ingår i släktet Drabescus och familjen dvärgstritar. Inga underarter finns listade i Catalogue of Life.